# Eugen Wilhelm av Württemberg

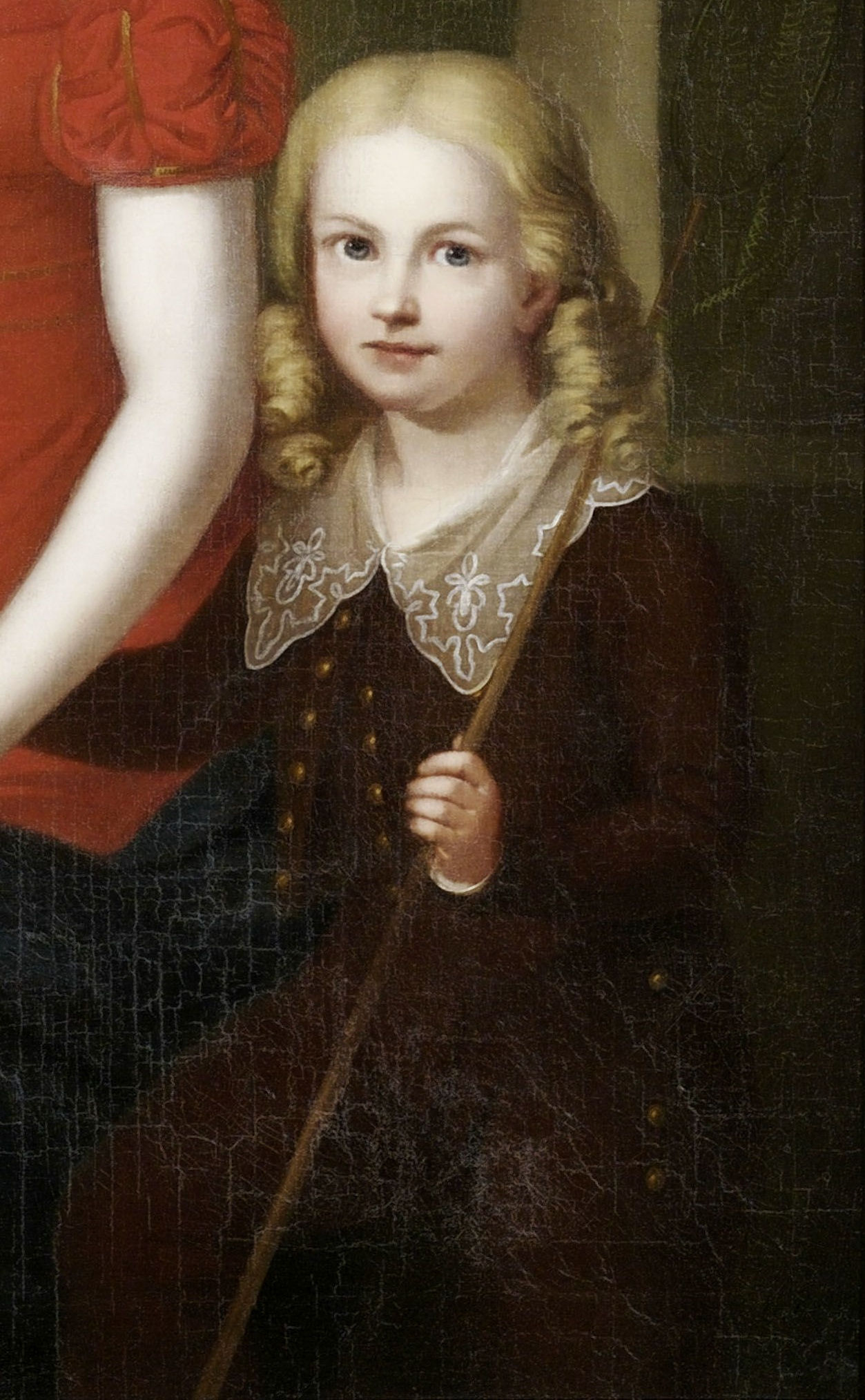
Porträtt av Eugen Wilhelm av Württemberg som barn.

Eugen Wilhelm av Württemberg, född 25 december 1820 i Karlsruhe, död 8 januari 1875 i Bad Karlsruhe, Schlesien. Hertig av Württemberg, son till Eugen av Württemberg.
Han gifte sig 1843 i Bückeburg med Mathilde av Schaumburg-Lippe (1818-1891).

## Barn
- Wilhelmine Eugenie Augusta (1844-1892), gift med sin farbror, Nikolaus av Württemberg (1833-1903)
- Eugen av Württemberg (1846-1877), gift med Vera Konstantinovna av Ryssland (1854-1912)
- Pauline Mathilda (1854-1914), gift morganatiskt